# Salzburger Stadtwerke
Die Salzburger Stadtwerke AG waren ein österreichisches Versorgungs- und Verkehrsunternehmen aus Salzburg. Die Aktiengesellschaft entstand 1950 aufgrund eines Gemeinderatsentscheidung vom 3. Juli, als die Fusion der 1887 gegründeten Städtischen Elektrizitätswerke Salzburg mit den 1940 gegründeten Städtischen Verkehrsbetrieben Salzburg beschlossen wurde. Ebenso integrierte man auch die Gas- und Wasserversorgung in die neue Gesellschaft.
Im Bereich Verkehr übernahmen die Salzburger Stadtwerke vom Vorgängerunternehmen die Bahnstrecke Salzburg–Hangender Stein, die Bahnstrecke Salzburg–Lamprechtshausen, die Standseilbahn auf die Festung Hohensalzburg, den Oberleitungsbus Salzburg und die 1965 eingestellte Salzach-Fähre von Aigen in die Josefiau. Außerdem betrieben sie im Auftrag der Stieglbrauerei zu Salzburg – beziehungsweise ab 1. Jänner 1977 im Auftrag der Anschlussbahnen AG – die Stieglbahn, eine nur im Güterverkehr bediente Anschlussbahn. Ebenso waren die Stadtwerke auch für den 1890 eröffneten Mönchsbergaufzug sowie für den 1950 aufgenommenen kommunalen Autobusverkehr zuständig. Dieser begann mit der am 1. November 1950 erfolgten Eröffnung der Linie E nach Aigen. Die genaue Bezeichnung der Verkehrssparte lautete Salzburger Stadtwerke – Verkehrsbetriebe, kurz SStW–VB, beziehungsweise ab 1972 Salzburger Verkehrsbetriebe, kurz SVB. Anfang 1993 übernahmen die Stadtwerke außerdem den Betrieb der Bahnstrecke Bürmoos–Trimmelkam, diese gehörte ursprünglich der Stern & Hafferl Verkehrsgesellschaft.
Zum 15. September 2000 fusionierten die Salzburger Stadtwerke schließlich mit der 1920 gegründeten Salzburger AG für Elektrizitätswirtschaft (SAFE) zur heutigen Salzburg AG.

## Galerie

Historischer Fahrschein des Salzburger Stadtwerke
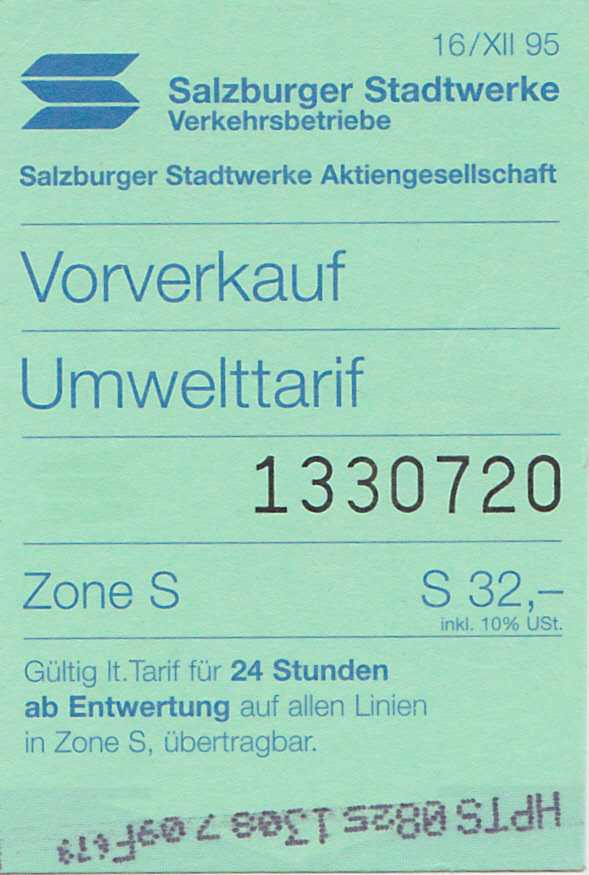
Fahrschein von 1997
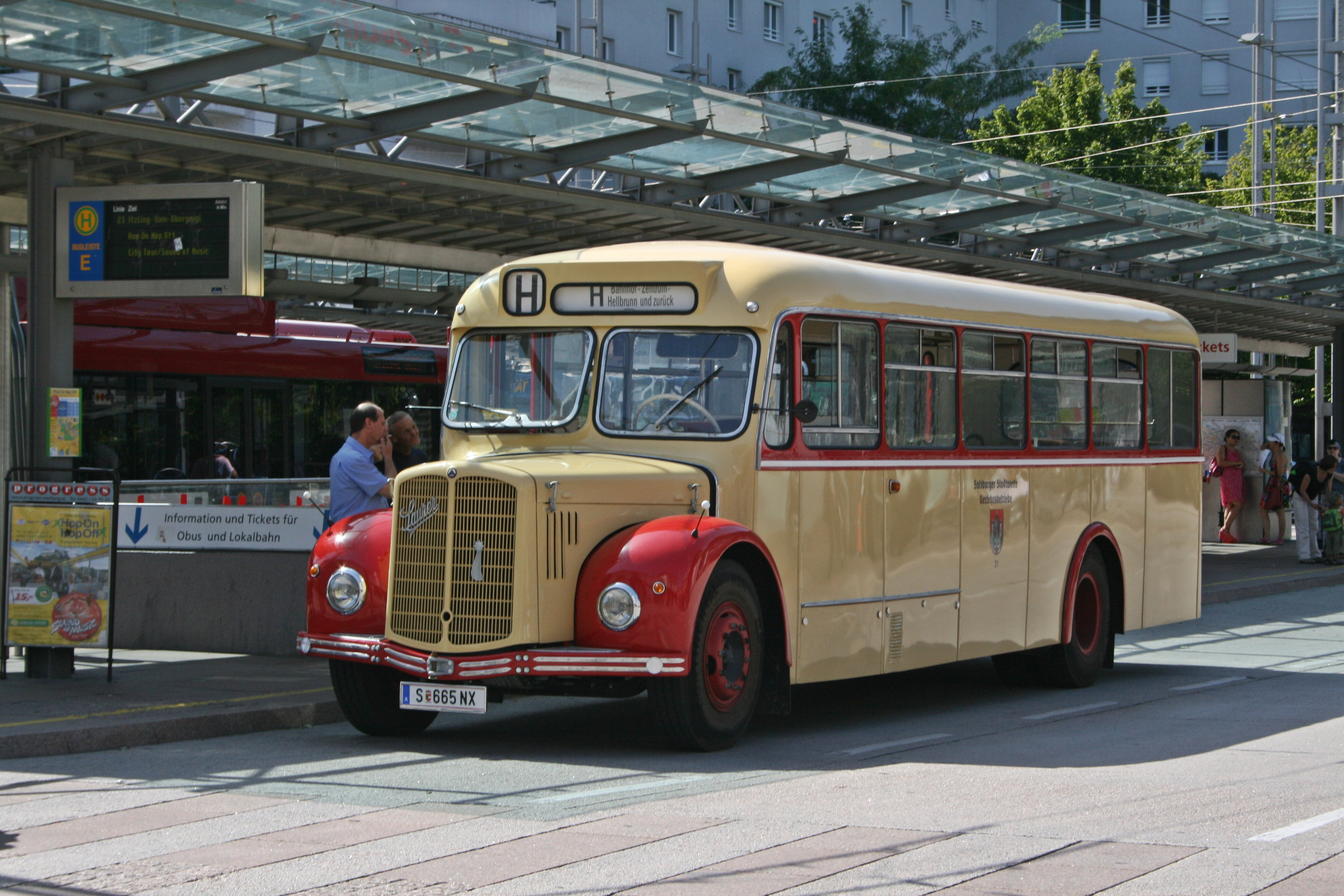
Historischer Omnibus 31 mit der Aufschrift Salzburger Stadtwerke – Verkehrsbetriebe